# Zonophryxus grimaldii
Zonophryxus grimaldii es una especie de crustáceo isópodo marino de la familia Dajidae.

## Distribución geográfica
Se distribuye por el océano Atlántico ibérico. De adulto parasita externamente al decápodo Heterocarpus grimaldii.